# Smythea calpicarpa
Smythea calpicarpa är en brakvedsväxtart som beskrevs av Wilhelm Sulpiz Kurz. Smythea calpicarpa ingår i släktet Smythea och familjen brakvedsväxter. Inga underarter finns listade i Catalogue of Life.